# Å (litera)

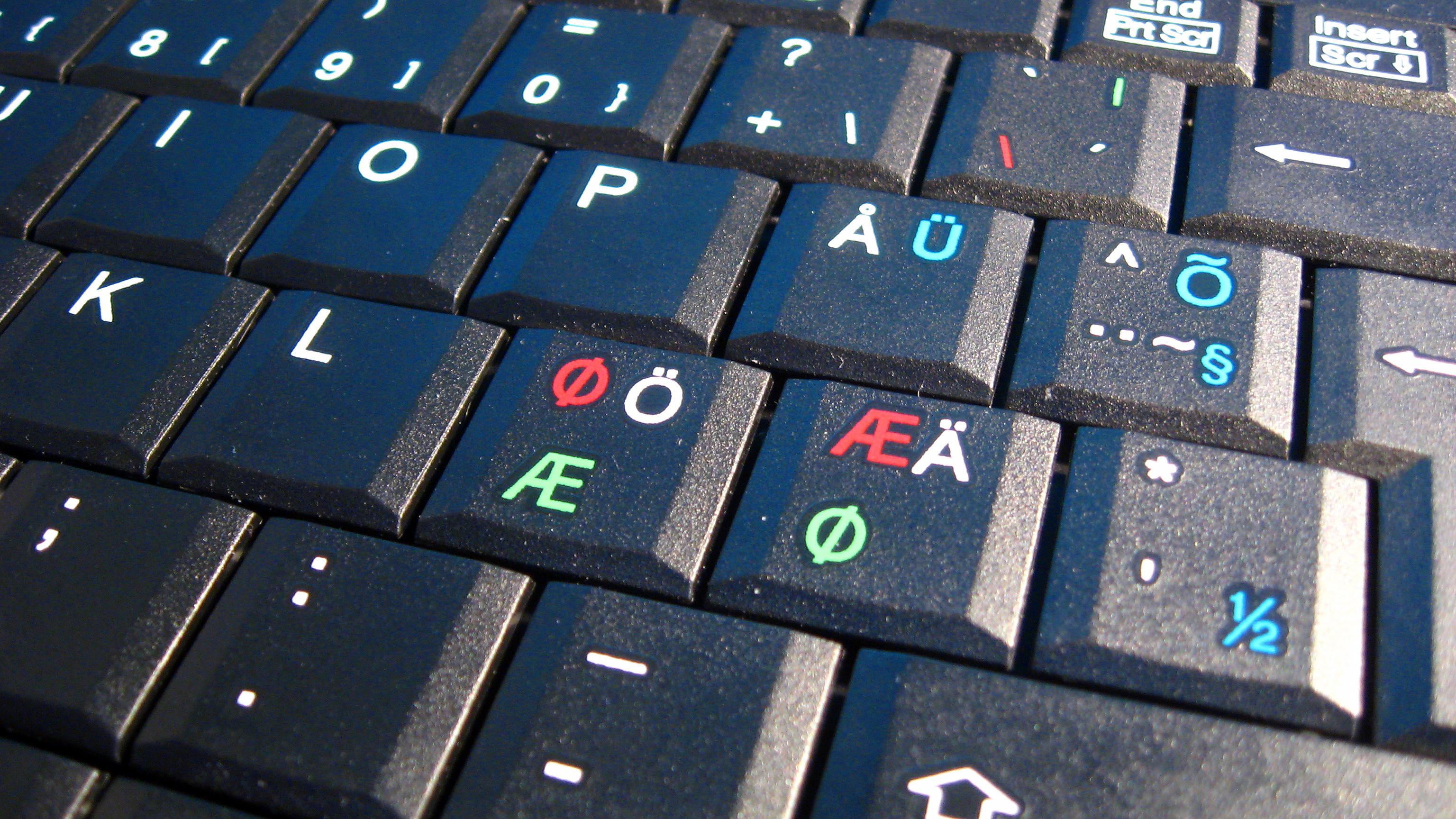
znak å na klawiaturze komputera

Å, å (a z kółkiem) – litera alfabetów duńsko-norweskiego i szwedzkiego; z języków nieskandynawskich używają jej także język waloński, północnofryzyjski, istrorumuński, języki lapońskie i czamorro. W językach skandynawskich kółka nad å nie uważa się za znak diakrytyczny, a literę postrzega się jako ligaturę złożoną z a i o.

## Występowanie w językach
Występuje w językach skandynawskich. Jest pochodzenia szwedzkiego, w językach duńskim i norweskim pojawiła się w XX wieku. Nie występuje w języku islandzkim; odpowiedni dźwięk oddawany jest przez literę á. W języku fińskim używana jest tylko w nielicznych słowach pochodzących z języków skandynawskich oraz w nazwach i nazwiskach szwedofińskich; z tego drugiego powodu obecna jest w alfabecie.
Litery używa się w języku walońskim, a w zasadzie w jego wschodniej odmianie. Została wprowadzona na początku XX wieku, a intencją było graficzne oddanie dźwięku przypominającego duńskie /o/.
W języku czamorro została przyjęta podczas unifikacji pisowni języka w roku 1983. Pojawiła się stosunkowo późno i, postrzegana jako element przywleczony, była przedmiotem kontrowersji.
W języku północnofryzyjskim występuje wyłącznie w dialekcie mooring.
Licznie pojawia się w prawie wszystkich językach lapońskich, kulturowo związanych z północną Skandynawią. Nie występuje jedynie w języku kildin, zapisywanym cyrylicą.

## Nazwa litery
W języku polskim litera nosi nazwę „a z kółkiem”. Po szwedzku nosi nazwę „o” i wymawiana jest jako długie /o:/. Norwegowie i Duńczycy nazywają ją bolle-å. Po fińsku literę nazywa się ruotsalainen o, czyli „szwedzkie o”. Angielskim określeniem jest „a” with a ring/halo.

## Kolejność w alfabecie i częstotliwość

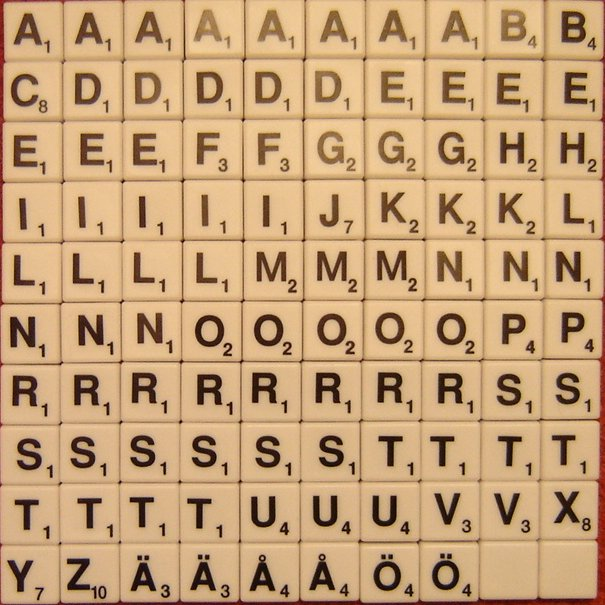
Szwedzki komplet scrabble

- W języku duńskim i obu wersjach języka norweskiego jest dwudziestą dziewiątą i zarazem ostatnią literą alfabetu[12]. W języku duńskim znajduje się na 21. miejscu pod względem występowania (0,77%), a w języku norweskim – na 22. miejscu (0,70%)[13]. W obu językach w grze scrabble są dwie litery w komplecie warte 4 punkty każda.
- W języku szwedzkim jest 27. literą alfabetu i znajduje się pomiędzy z a ä[14]. Znajduje się na 21. miejscu pod względem występowania (1,37%)[13].
- W alfabecie fińskim występuje na 29. miejscu po z[11][15]. Bardzo rzadko występuje w tablicach częstotliwości[16] i nie jest uwzględniona w lokalnej odmianie scrabble.
- W języku czamorro jest trzecią literą, między a i b; pierwszą literą jest zwarcie krtaniowe ʻ[6].
- W zintegrowanym alfabecie fryzyjskim litera nie pojawia się, nie ma jej również w komplecie kamieni scrabble[17].
- W języku północnolapońskim występuje na 31. miejscu alfabetu, między ø i ä[8], w języku inari pojawia się na przedostatnim miejscu jako litera fakultatywna, w języku lule na 23. miejscu jako litera główna, w języku skolt na 35. miejscu (na 37 liter) a w południowolapońskim jest 24., ostatnią literą alfabetu.

## Wymowa
W języku szwedzkim reprezentuje w krótkiej wersji samogłoskę półotwartą tylną zaokrągloną /ɔ/, a w wersji długiej oznacza samogłoskę półprzymkniętą tylną zaokrągloną /oː/. W języku duńskim reprezentuje tylne zaokrąglone samogłoski /ɔ/ i /ɒ/ (w wersji krótkiej, długiej lub ze stødem), a w norweskim /ɔː/. W języku czamorro wymawiana jest jako długie /o:/.
W języku szwedzkim jako samogłoska tylna wpływa na wymowę występującej przed nią spółgłoski /k/ i /g/, których wymowa różni się w zależności od natury następującej po nich samogłoski. /k/ i /g/ po samogłoskach tylnych, zatem i å wymawiane są zawsze twardo, zgodnie z wartością reprezentującej je litery. Zależność pokazuje diagram:

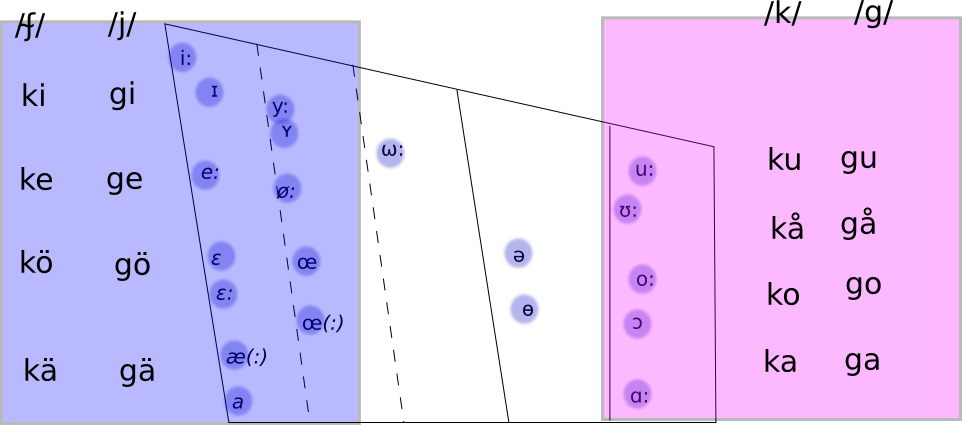

## Znaczenie

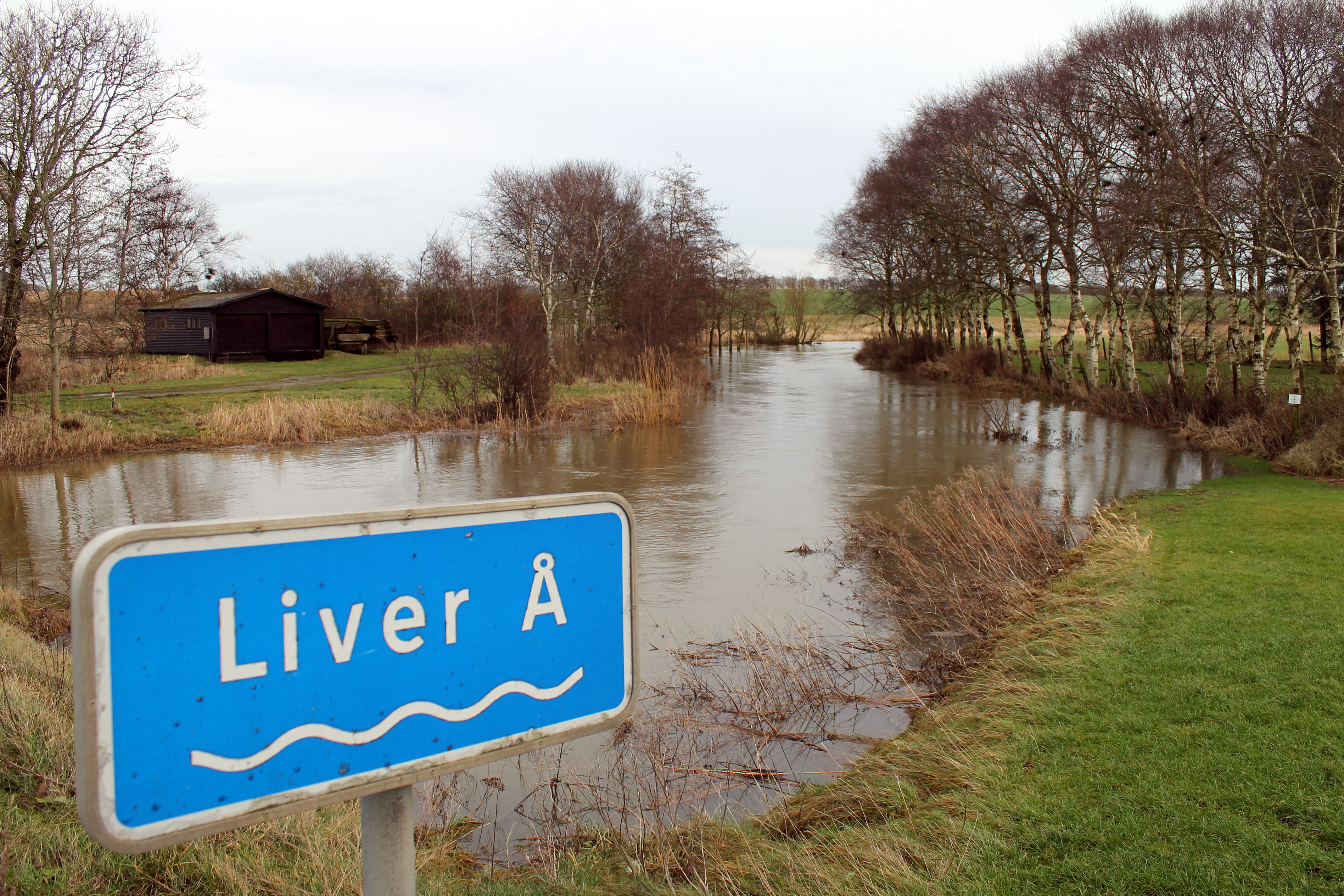
Rzeczka Liver Å w Danii

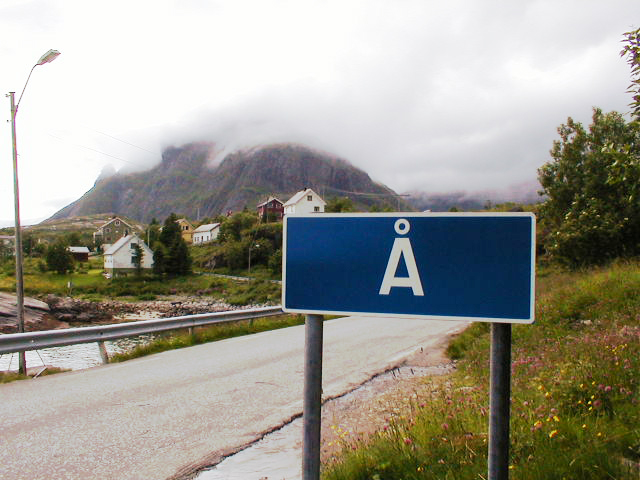
Miejscowość Å na Lofotach

- W językach skandynawskich występuje zarówno jako litera, jak i odrębny wyraz. Po szwedzku[14], norwesku i duńsku[22] å to strumyk, rzeczka lub potok. W języku norweskim jest też znacznikiem cechy bezokolicznika w czasowniku[23]: å snakke odpowiada szwedzkiemu att tala, duńskiemu at snakke i angielskiemu to speak.
- We wczesnym języku szwedzkim oznaczało słowo på (na).
- Jest nazwą geograficzną dwunastu miejsc w Szwecji, pięciu miejsc w Norwegii i jednego w Danii. W nazwach występuje również jako przyrostek (równoznaczny z -eå) i oznacza rzekę Skogså, Luleå, Umeå.
- Jest międzynarodowym oznaczeniem jednostki długości angstrem i pochodzi od nazwiska Andersa Jonasa Ångströma.

## Historia

Znak oporu przeciw obowiązkowemu nauczaniu języka szwedzkiego w Finlandii

Litera å po raz pierwszy pojawiła się w szwedzkim języku pisanym w roku 1526 w katechizmie Olausa Petriego oraz w przekładzie Nowego Testamentu i była ligaturą liter a i o. W języku duńskim pojawia się od XVIII w. Jako pierwszy oficjalnie zaproponował użycie tej litery Jens Høysgaard, lecz jako pierwszy zaczął jej używać Rasmus Rask w 1820. W 1869 norweska Rada Ortografii Rettskrivningsmøtet zaproponowała użycie tej litery we wszystkich językach skandynawskich w miejsce aa i od tamtej pory stosował ją m.in. Henrik Ibsen. Do alfabetu norweskiego litera została wprowadzona na mocy reformy ortografii w r. 1918, a do duńskiego w 1948 – w obu przypadkach zastępując aa. Duńska reforma ortograficzna miała na celu zdystansowanie pisowni od niemieckiej, toteż wprowadzenie å było tylko jedną ze zmian, oprócz np. wprowadzenia pisowni rzeczowników małą literą.
W języku duńskim w latach pięćdziesiątych powstał problem umieszczenia litery w alfabecie. Miano do wyboru rozwiązanie szwedzkie, norweskie lub też umieszczenie litery jako pierwszej w alfabecie, za czym optowała duńska filolog Lis Jacobsen. W roku 1954 napisała artykuł Å bliver nu det første bogstav i alfabetet (å będzie pierwszą literą alfabetu). Obrońcy ostatniego miejsca litery argumentowali potrzebą jednorodności w językach nordyckich. Ostatecznie 9 lutego 1955 zdecydowano, iż å będzie ostatnią literą alfabetu.
Duńskie nazwy geograficzne mogły być zapisywane zarówno w starej jak i nowej wersji, a podmioty mające wpływ na własne nazwy mogły wybrać pisownię między historyczną i współczesną; często zależy to od lokalnej tradycji. Z tej przyczyny nazwę miasta Aalborg zapisywano również jako Ålborg. Jednakże Rada Języka Duńskiego zaleca pisownię przez a z kółkiem. Odrębnym przypadkiem jest miasto Aarhus, gdzie rada miejska przeprowadziła głosowanie i ostatecznie opowiedziała się za zapisywaniem nazwy przez podwójne a, motywując to kontekstem międzynarodowym.

## Litera w komputerze
Występuje na klawiaturach skandynawskich, w pozostałych musi być wprowadzona albo z tablicy znaków, albo przy pomocy kodu.
| nazwa      | wielka litera  | mała litera    | angstrem |
| ---------- | -------------- | -------------- | -------- |
| Unicode    | U+00C5         | U+00E5         | U+212B   |
| ISO 8859-1 | 197 (C5 heks.) | 229 (E5 heks.) | –        |
| Mac OS     | 81             | 8C             | –        |
| HTML       | &#197;         | &#229;         | Å        |

## Użycia żartobliwe
Litera å ze względu na jej nieco egzotyczny charakter jest czasem używana w żartobliwym kontekście. W 1971 na tylnej stronie okładki płyty In Search of Space zespołu Hawkwind umieszczono napis: TECHNICIÄNS ÖF SPÅCE SHIP EÅRTH THIS IS YÖÜR CÄPTÅIN SPEÄKING YÖÜR ØÅPTÅIN IS DEA̋D. Istnieje zespół heavymetalowy o nazwie DÅÅTH. Zespół baseballowy Los Angeles Angels of Anaheim używa czasem nazwy Ånåheim. Jednym ze szwedzkich dowcipów primaaprilisowych był artykuł na poczytnym portalu obwieszczający fikcyjną decyzję o zlikwidowaniu litery å w alfabecie, jak również liter ä i ö.